# Светий Петар Мрежницький
45°26′ пн. ш. 15°29′ сх. д. / 45.43° пн. ш. 15.49° сх. д.
Светий Петар Мрежницький (хорв. Sveti Petar Mrežnički) — населений пункт у Хорватії, в Карловацькій жупанії у складі міста Дуга Реса.

## Населення
Населення за даними перепису 2011 року становило 163 осіб.
Динаміка чисельності населення поселення: